# Phyllocycla armata
Phyllocycla armata là loài chuồn chuồn trong họ Gomphidae. Loài này được Belle mô tả khoa học đầu tiên năm 1977.